# Carlos José Solórzano
Carlos José Solórzano Gutiérrez (Managua, Nicaragua, 17 de enero de 1860 - San José, Costa Rica, 30 de abril de 1936) fue un político nicaragüense que ejerció como Presidente de Nicaragua entre el 1 de enero de 1925 y 17 de enero de 1926.

## Golpe de Estado
Desde el 25 de octubre de 1925, el general Emiliano Chamorro inició acciones de desestabilización contra el gobierno constitucional del presidente Solórzano, hasta desembocar el 17 de enero de 1926 en un golpe de Estado que se denomina en la historia de Nicaragua «El Lomazo».
Chamorro Vargas actuó como presidente de facto a pesar de que no tuvo el reconocimiento del Gobierno de los Estados Unidos.